# Jan Żelbromski
Jan Maciej Żelbromski (ur. 1950) – polski historyk sztuki i konserwator dzieł sztuki.

## Życiorys
W 1995 obronił pracę doktorską „Polichromie architektoniczne kościoła św. Elżbiety we Wrocławiu w procesie przemian od XIV do XX wieku” na wydziale Nauk Historycznych i Pedagogicznych Uniwersytetu Wrocławskiego. Realizował wiele projektów konserwatorskich m.in. odbudowę kościoła Św. Elżbiety we Wrocławiu, Oratorium Marianum, budynek Ossolineum i Piwnicę Świdnicką w Ratuszu. Dziekan Wydziału Rzemiosł Artystycznych Szkoły Wyższej Rzemiosł Artystycznych i Zarządzania we Wrocławiu.

## Odkrycie fresków w kaplicy Smedchina

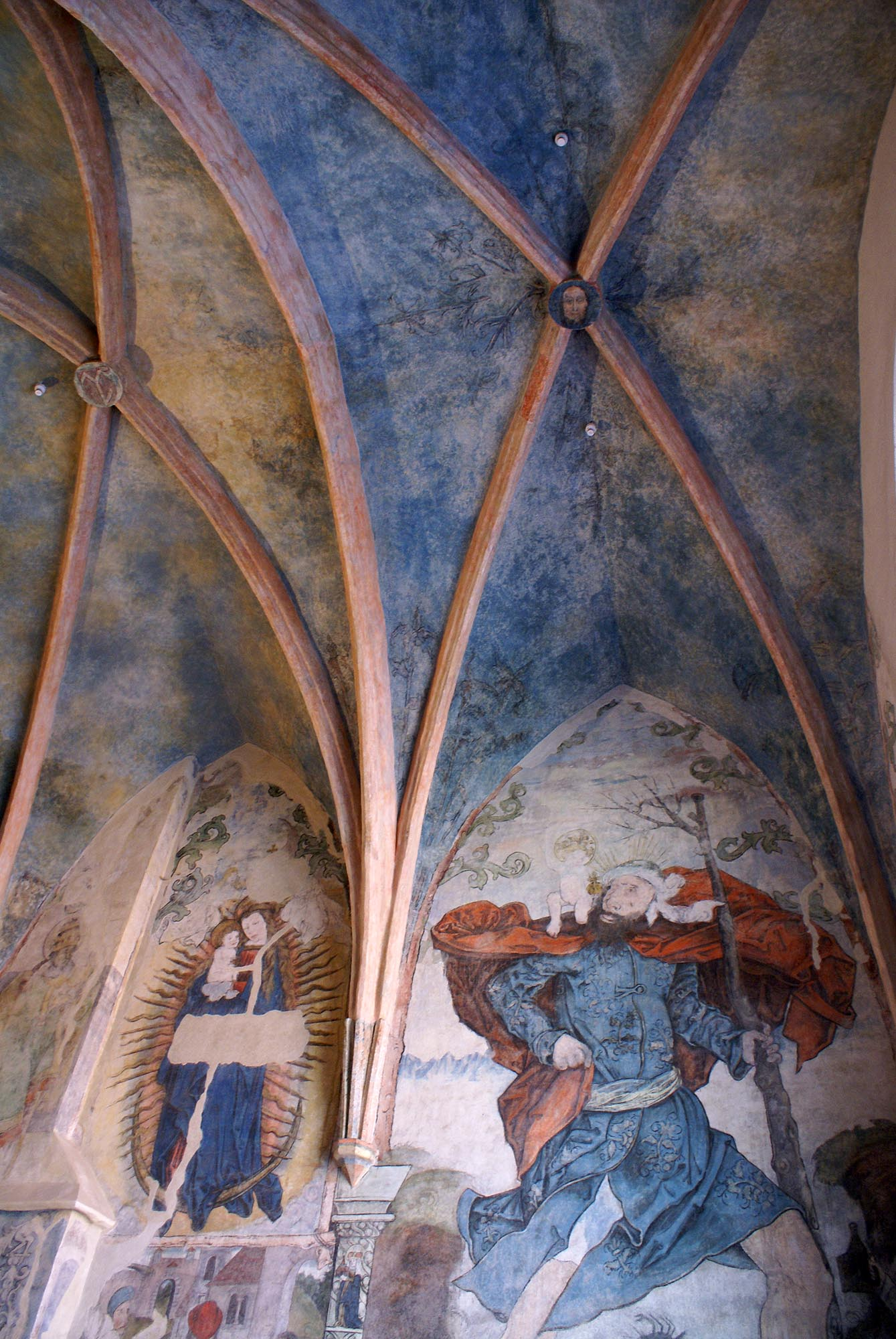
Freski w kaplicy Smedchina

W 2004 roku Maciej Żelbromski podczas letnich praktyk studenckich Szkoły Wyższej Rzemiosł Artystycznych i Zarządzania prowadzonych w bazylice św. Elżbiety Węgierskiej we Wrocławiu zauważył, że tynk w kaplicy jest pofalowany. Wykonano nacięcie i okazało się, że pod warstwą tynku znajdują się malowidła. Po zdjęciu zewnętrznej warstw pobiały ukazały się niezwykle barwne, świetnie zachowane polichromie łączące cechy późnego średniowiecza z rozwiązaniami już renesansowymi. Polichromie przestawiają m.in. Ukrzyżowanie Jezusa Chrystusa, Modlitwę w Ogrójcu, św. Krzysztofa, męczeństwo św. Marka, św. Benona oraz św. Bartłomieja. Ponieważ prace prowadzone były bez nadzoru wojewódzkiego konserwatora zabytków, zostały wstrzymane, a sprawa skierowana do prokuratury. W wyniku postępowania sądowego dr M. Żelbromski został uniewinniony, a kaplica poddana renowacji przez konserwatorów z Krakowa i udostępniona do zwiedzania.

## Publikacje
- Konserwacja i rekonstrukcja. W: Henryk Dziurla: Oratorium Marianum Uniwersytetu Wrocławskiego. Wrocław: Wydawnictwo Uniwersytetu Wrocławskiego. ISBN 83-229-1971-9. Brak numerów stron w książce
- „Sąd Ostateczny” – fresk z kaplicy von Restisów we wrocławskiej farze elżbietańskiej. W: Mieczysław Zlat: Z dziejów wielkomiejskiej fary. Wrocławski kościół św. Elżbiety w świetle historii i zabytków sztuki. Wrocław: Wydawnictwo Uniwersytetu Wrocławskiego. ISBN 83-229-1469-5. Brak numerów stron w książce
- Przekształcenia polichromii architektonicznej ścian we wnętrzu kościoła św. Elżbiety we Wrocławiu. W: Mieczysław Zlat: Z dziejów wielkomiejskiej fary. Wrocławski kościół św. Elżbiety w świetle historii i zabytków sztuki. Wrocław: Wydawnictwo Uniwersytetu Wrocławskiego. ISBN 83-229-1469-5. Brak numerów stron w książce

## Prace

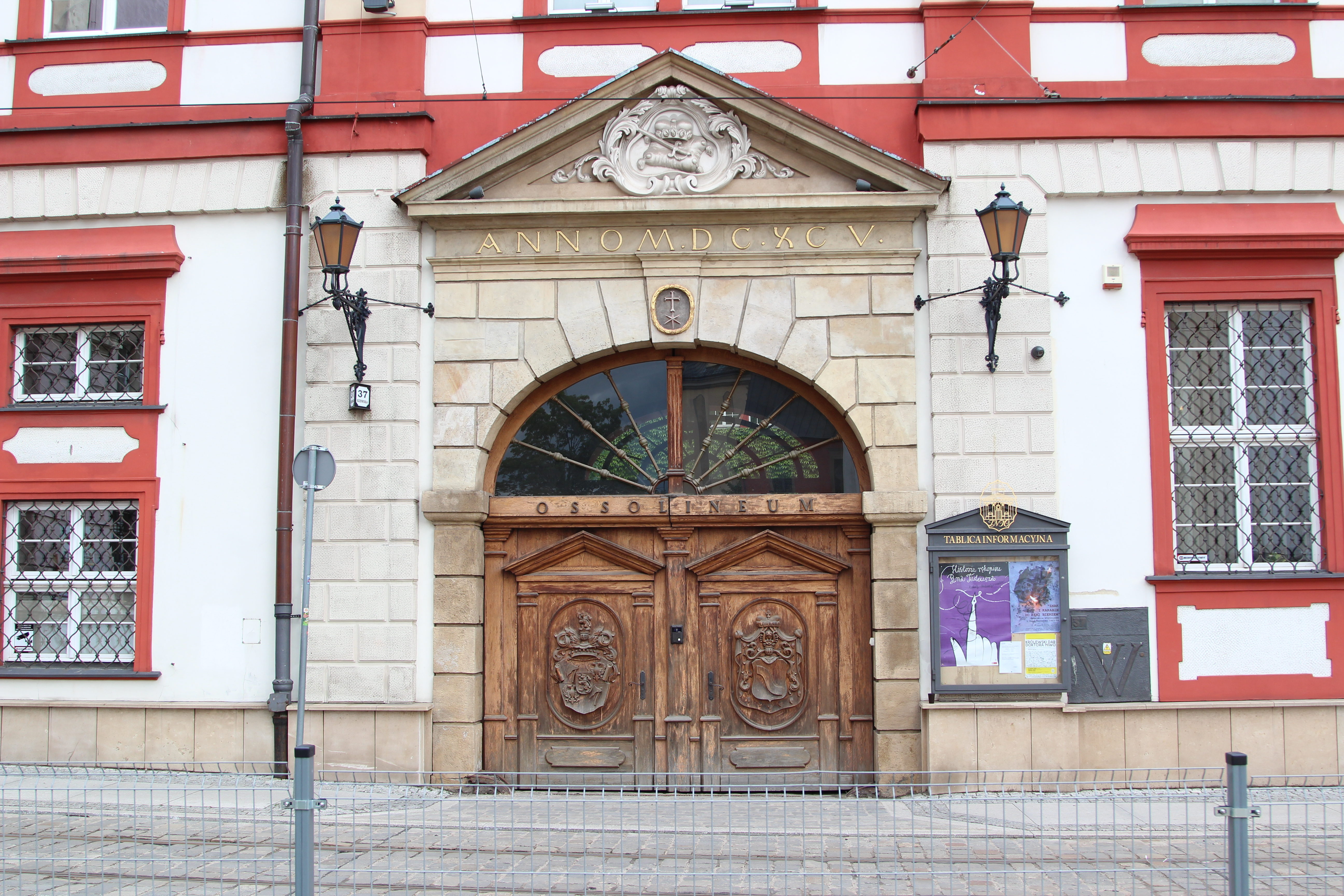
Dębowe drzwi Zakładu Narodowego im. Ossolińskich projektu dr Jana Żelbromskiego

- projekt dębowych drzwi Zakładu Narodowego im. Ossolińskich (2005)[7]
- projekt rekonstrukcji rzeźby i malarstwa w Oratorium Marianum Uniwersytetu Wrocławskiego[8]
- rekonstrukcja malarstwa w Zamku Westerholt[8]
- rekonstrukcja kamienicy Pod Siedmioma Elektorami[9]

## Odznaczenia
- Medal 50-lecia Uniwersytetu Wrocławskiego (1997)[8]
- Brązowy Medal „Zasłużony Kulturze Gloria Artis” (2013)[2]